# نورين ناش
نورين ناش (بالإنجليزية: Noreen Nash)‏ هي ممثلة أمريكية، ولدت في 4 أبريل 1924 بوينتاتشي في الولايات المتحدة.

## وصلات خارجية
- نورين ناش على موقع IMDb (الإنجليزية)
- نورين ناش على موقع ألو سيني (الفرنسية)
- نورين ناش على موقع إن إن دي بي (الإنجليزية)
- نورين ناش على موقع قاعدة بيانات الفيلم (الإنجليزية)